# Pandolaimus latilaimus
Pandolaimus latilaimus is een rondwormensoort uit de familie van de Pandolaimidae. De wetenschappelijke naam van de soort is voor het eerst geldig gepubliceerd in 1929 door Allgén.